# Turkije op het Eurovisiesongfestival 2012
Turkije nam deel aan het Eurovisiesongfestival 2012 in Bakoe, Azerbeidzjan. Het was de 34ste deelname van het land op het Eurovisiesongfestival. De artiest en het lied werden intern gekozen. TRT was verantwoordelijk voor de Turkse bijdrage voor de editie van 2012.

## Selectieprocedure
De zender TRT selecteerde de Turkse kandidaat naar goede gewoonte intern. Op 9 januari 2012 maakte de zender bekend dat Can Bonomo het land zal vertegenwoordigen op het Songfestival in Bakoe. Bonomo zou zijn nummer zelf schrijven. Op 22 februari 2012 stelde Can Bonomo zijn lied voor tijdens een show op TRT Müzik. De titel van het lied is ‘Love me back’. Het up tempo-nummer is grotendeels in het Engels gezongen. Op Bonomo’s schouders rustte de verantwoordelijkheid om het land terug naar de finale van het Songfestival te loodsen. In 2011 slaagde Yüksek Sedakat daar niet in.

## In Bakoe
In Bakoe trad Turkije aan in de tweede halve finale, op donderdag 24 mei. Turkije trad als dertiende van achttien landen aan, na Georgië en voor Estland. Bij het openen van de enveloppen bleek Turkije zich te hebben gekwalificeerd voor de grote finale. Na afloop van het festival zou blijken dat het land vijfde was geworden, met 90 punten.
In de finale trad Turkije aan als achttiende van 26 landen, na winnaar Zweden en voor Spanje. Aan het einde van de puntentelling stond Turkije op een zevende plek met 112 punten.